# Misgolas dereki
Misgolas dereki är en spindelart som beskrevs av Wishart 1992. Misgolas dereki ingår i släktet Misgolas och familjen Idiopidae.
Artens utbredningsområde är New South Wales. Inga underarter finns listade i Catalogue of Life.